# واوانسا، منیتوبا
واوانسا، منیتوبا (به انگلیسی: Wawanesa, Manitoba) یک منطقهٔ مسکونی در کانادا است که در اوکلند واقع شده‌است. واوانسا ۲٫۲۸ کیلومتر مربع مساحت و ۵۹۴ نفر جمعیت دارد.